# Convención (Norte de Santander)
Convención, es un municipio colombiano ubicado en el noroccidente del departamento de Norte de Santander. Es considerado como el mayor productor de panela del departamento y uno de los principales del país. Cuenta, según cifras estimadas por el DANE, con una población de 18 500 habitantes. Se ubica a una altitud de 1076 m s. n. m. y su clima es templado. Es el lugar de nacimiento del cineasta Ciro Durán.

## Toponimia
Llamado así por la Convención de Ocaña.

## División Político-Administrativa
Su Cabecera municipal, está compuesto con 32 barrios.
Convención tiene bajo su jurisdicción los siguientes Centros poblados:
- Cartagenita
- El Guamal
- La Libertad
- La Trinidad
- La Vega
- Las Mercedes
- Miraflores
- Piedecuesta

Además, de 80 veredas.

## Historia
Convención fue fundado el 6 de noviembre de 1829, poco antes de la disolución de la Gran Colombia. Las tierras donde se levanta esta localidad formaron parte de los territorios habitados por los indígenas chitareros y motilones. Fue su fundador el entonces obispo de Santa Marta, José María Estévez Ruiz de Cote, quien más tarde, en 1830 ungió con los santos óleos al libertador Simón Bolívar. El obispo escogió y designó los lugares en donde serían construidos el templo, la casa cural y la casa consistorial, y después, secundado activamente por Tomás Aquino Bonet, José María Solano Pérez y José Barranco (a quienes se considera también fundadores), y otras personas, demarcaron el perímetro de calles, carreras, y plazas. El sitio donde nació San José de Cote se conocía en esa época como el "Llano del Tabacal". Pertenecía a la Provincia de Mompox.
Como primer alcalde fue designado el señor José María Solano Pérez, uno de sus cofundadores, y la naciente población inició un franco proceso de desarrollo. Al finalizar 1829, alrededor de la plaza principal de San José de Cote se habían construido 69 casas, la gran mayoría con techo de paja, y sus habitantes llegaban a 627.
En 1830 sus moradores decidieron cambiarle el nombre por el de San José de Convención, en recuerdo de la convención de Ocaña que se había reunido entre abril y junio de 1828. De ese año hasta 1857 perteneció a la Provincia de Ocaña. Después, hasta 1908, integró el Estado Federal de Santander. Desde 1910 forma parte del departamento de Norte de Santander, el cual fue instaurado el 20 de julio de ese año.
En 1845 fue inaugurada la casa consistorial y en 1870 funcionó la primera escuela pública. En 1883 fue establecida la oficina telegráfica y en 1888 se creó el circuito notarial.
Convención prestó su contingente a la revolución conservadora de 1876 y fue sede del cuartel general del ejército del Norte, capitaneado por el general Guillermo Quintero Calderón, quien fue su alcalde entre 1878 y 1879, y quien ocupó interinamente la presidencia de la República por ausencia del titular, don Miguel Antonio Caro. También tuvo Convención participación en varios episodios de la guerra de los Mil Días.

## Símbolos
Bandera
Sus colores representan:
Verde: Riqueza agrícola.

Blanco: Paz del territorio municipal y la flor del café.

Tinto: Economía representada en el fruto del café.
Escudo
En el centro tiene un trapiche que representa la laboriosidad agrícola parte de la economía del municipio en la caña de azúcar y un catabre (balde) lleno de granos de café, que representa otra de las bases de la economía de Convención; a la derecha la bandera de Colombia y a la izquierda la de la municipalidad convencionista y unido a ellas el lema que identifica a todos los convencionistas "TRABAJO, HONRA Y PAZ".
Himno
| Admirable ciudad llena de vida Recostada con muelle y candidez, En la verde montaña enardecida Donde todo es trabajo y sencillez. Convención, a tus pies estoy rendido Con mi tiple de aires regionales, De mis valles serenos he venido Trayéndote estas notas musicales. | En mis pupilas dibujado llevo El severo perfil de tus montañas Oh regia convención por ti yo siento Este amor que traduce mi garganta. Un canto a tus mujeres yo dedico Y otro canto a tus regios cafetales Y con gran pesadumbre me despido Llevándome en el alma tus paisajes. |

## Geografía
El Municipio de Convención se encuentra localizado al noroccidente del departamento de Norte de Santander, sobre uno de los ramales en que se divide la Cordillera Oriental de Colombia, siendo uno de los 10 municipios de la subregión Occidental, Provincia de Ocaña. Sus coordenadas son: 55° Latitud Norte, 8° y 28+ Longitud Norte y 73° y 21+ Longitud Oeste.
Dista 270 kilómetros de Cúcuta, capital del departamento, y 33 del municipio de Ocaña. Tres carreteras principales facilitan su conexión con el resto del departamento y del territorio nacional: al sur con la vía Convención-Ocaña-Ábrego-Cúcuta, al noreste con el trayecto Convención-El Tarra y al noreste con la vía Convención-Guamalito-Valledupar. De un total de 433 kilómetros de carreteras, apenas una decena de están pavimentados. Tiene una extensión total de 898 km².
Está situado a una altitud de 1056 m sobre el nivel del mar. Su temperatura promedio es de 23 °C y, aunque su clima es primordialmente templado, también se encuentran en su territorio climas fríos y cálidos.
Tiene un promedio de humedad de 80.02 % y un régimen de lluvias de 1100 a 1200mm. 
Su población es de 22 005 habitantes –según el censo de 1994-, de los cuales 15 000 habitan en la zona rural (68 por ciento) y 7000 en la zona urbana (32 por ciento). La densidad de habitantes por km² es de 24.5.

### Límites
- Norte: con Venezuela.
- Sur: con Ocaña y González (departamento del Cesar).
- Oriente: con Teorama.
- Occidente: con El Carmen (Norte de Santander) y el departamento del Cesar.

## Territorio
El Municipio de Convención está compuesto en su sector urbano Municipal por 27 barrios: 19 de febrero, Llano Balón, La Esperanza, Cataluña Parte Alta, El Guárico, Sagoc, 12 de Enero, Chapinero, Centro, Lucitania, Camellón, Betania, La Macana, La Quinta, La Quebradita, Balzora, Sesquicentenario, Palo Redondo, Aracataca, La Primavera, La Plazuela, El Cristo, La Planta, Cataluña Parte Baja, El Ariete, Villa cotes, las Brisas.

## Economía
Minería: Calcita, Carbón, mica, Sulfato de cobre, Yeso, Talco.

Los productos agrícolas que sobresalen son el café, la caña panelera, plátano y cacao. Además es el primer productor de panela en el departamento. También existen otras variedades de cultivos transitorios como: Maíz, fríjol, Tomate, yuca, tomate y cebolla. La producción bovina también es importante dentro del sector pecuario.
Convención es un municipio de costumbres y de economía campesina, cuya principal actividad es la agricultura. En efecto, desde sus comienzos la región se ha dedicado, en primer lugar, a al agricultura, así como al comercio propio de los asentamientos humanos en formación. Se exportan productos como panela, café y otros agrícolas y se importan los necesarios para vivir y que no se elaboran localmente. Ese comercio se hace con el resto del departamento y con regiones vecinas de la Costa Atlántica, fundamentalmente. Los principales cultivos son café y caña panelera, los cuales constituyen la base de su economía, amén de maíz, fríjol, ajo, plátano y tabaco, producto éste que daba precisamente origen al nombre de la región en la época de su fundación.
Convención tiene un área total cultivada de 9290 hectáreas. De éstas, 3200 están sembradas con café de los tipos caturra, típico, Borbón y variedad Colombia, que producen 3592 toneladas-año. Otras 3100 hectáreas están sembradas con caña panelera, para una producción de 13.000 a 16.850 toneladas, según la fuente. Y produce, igualmente, 5000 toneladas-año de plátano. La topografía de Convención es quebrada en un 80 por ciento, lo que impide en buena medida el desarrollo de la ganadería. No obstante, tiene 5700 cabezas de ganado, así como una población porcina de 3500 ejemplares. El sacrificio de ganado de 1412 cabezas por año. Convención es el primer productor de panela de Norte de Santander. La agroindustria panelera se desarrolla en forma de microempresas o empresas familiares con tecnología tradicional. Entre 850 y 900 familias dependen del cultivo de caña y la producción de panela, proceso que va ligado. Esta actividad se cumplen en 125 trapiches y se generan anualmente alrededor de 2000 millones de pesos a la economía del municipio.
http://historiadeconvencion.wix.com/historia-de-convencion#!aspectos-economicos Archivado el 20 de octubre de 2016 en Wayback Machine.
En 1992 se fundó la Cooperativa de Paneleros de Convención, primera de este tipo en el departamento. Sus objetivos son los de mejorar la calidad del producto introduciendo variedades mejoradas para un mayor rendimiento, organizar al gremio, mejorar el mercadeo y brindar asistencia técnica agroindustrial, agronómica, etc. El sector utiliza el bagazo de la caña como fuente de energía. Algunos trapiches utilizan un prelimpiador, avance tecnológico que se está introduciendo con el apoyo del convenio ICA-Gobierno de Holanda. Igualmente se monta un centro demostrativo para aplicar nuevas tecnologías, en particular la del vapor en la fabricación de la panela, con el apoyo del fondo Canadá-Colombia, que apalanca ECOPETROL, el cual aportó 34 millones de pesos del total de 61 millones que vale el proyecto. Con esto se busca hacer más ecológico el proceso y ofrecer distintas variedades de panela al consumidor.
“La molienda es toda una cultura y una diversión con el trabajo”, dice un microempresario en plena actividad. En el aspecto financiero, el comportamiento de los ingresos del municipio en los últimos tres años muestra una tendencia creciente significativa. Empero, dentro de esos ingresos es visible la poca participación del rubro de tributación en el total de los mismos, lo que impide una mejor ejecución presupuestal y mayores disponibilidades para inversión.

## Ecología
Convención cuenta con selvas vírgenes en el sector norte y gracias a ellas mantiene un gran cantidad de quebradas que conservan la parte hídrica del municipio y su fauna está compuesta por animales como: conejos, armadillos, guartinaja, venados, oso de anteojos, gran variedad de aves, víboras y serpientes.

## Educación
En 1918 comenzó a funcionar el Colegio de la Presentación, la Escuela Normal Superior.
En 1922 se fundó el colegio San Luis Gonzaga, el cual funcionó hasta 1932. En su reemplazo, fue creado en 1942 el colegio Guillermo Quintero Calderón.
En 1950 se creó la escuela Vocacional Agrícola, después Instituto Agrícola.

## Población

### El censo de 2018
Según el censo de 2018 la población es de 18 112 habitantes.

### El censo de 2005
Según el censo de 2005 la población es de 16 605 habitantes. El 37 % de la población vive en el área urbana. En el municipio habitan en promedio 17 habitantes/km². 4073 personas no saben leer y escribir y la población con mayores carencias se encuentra en el área rural. Existe un promedio de 457 personas expulsadas por desplazamiento anual.

## Sitios de interés cultural
Parque nacional natural Catatumbo Barí.